# Agfa flexilis
Agfa flexilis är en rundmaskart. Agfa flexilis ingår i släktet Agfa och familjen Agfidae. Inga underarter finns listade i Catalogue of Life.